# Thomas Winkler
Thomas Winkler (født 24. januar 1964 i København) er en dansk diplomat, der siden 2023 har været Danmarks ambassadør i Israel.

## Uddannelse og karriere
Winkler blev cand.jur. fra Københavns Universitet i januar 1988. Han blev efter endt uddannelse ansat i Udenrigsministeriet. I oktober 1990 rykkede han til Danmarks ambassade i Moskva, hvor han var 2. sekretær til december 1992. Her blev Thomas Winkler flyttet til Ukraines hovedstad Kyiv, hvor han i to år arbejdede på Danmarks ambassade. Han rykkede nu hjem til ministeriets hovedsæde på Asiatisk Plads i København, hvor han fra december 1994 til september 1998 arbejdede med EU-lovgivning.
Fra 1998 til maj 2002 var Winkler udstationeret på Danmarks ambassade i Sverige, hvorefter han igen rykkede hjem til Danmark, hvor han var chef for Udenrigsministeriets Folkeretskontor.
og i skiftende stillinger til august 2013 , de sidste to år som chef for Udenrigsministeriets Juridiske Tjeneste i København
Fra 1. august 2013 overtog Thomas Winkler posten som Danmarks ambassadør i Rusland, Hviderusland, Kasakhstan, Kirgisistan, Tadsjikistan, Turkmenistan og Usbekistan. Basen blev ambassaden i Moskva, og han afløste Tom Risdahl Jensen, der blev hjemkaldt til tjeneste i København.

## Hæder
- Ridder af Dannebrog (2002)
- Kommandør af Nordstjerneordenen (2002)
- Ridder af 1. grad af Dannebrog (2008)[3]